# Lucien L'Allier
Lucien L'Allier, né le 25 mars 1909 à Montréal et mort le 17 mars 1978 dans la même ville, est un ingénieur québécois qui est connu pour avoir été l’ingénieur en chef du métro de Montréal et de l'agrandissement des îles Sainte-Hélène et Notre-Dame pour Expo 67.

## Biographie
Né dans le Faubourg Saint-Laurent (à Montréal), il fait ses études chez les Frères des écoles chrétiennes, le collège Sainte-Marie de Montréal et l'Université McGill, où il est diplômé en génie électrique.
En 1935, il participe à un projet de trois ans visant à ériger les réseaux téléphoniques de Bell Canada. Il est ingénieur régional au service de Radio-Canada jusqu'en 1946.
À partir de 1946, il participe au grand effort de modernisation des services urbains de la ville de Montréal,  dont il est, à partir de 1954, le directeur du service des travaux publics.
Le Service des travaux publics de la Ville de Montréal assure la construction du métro, qui débute en 1961. Un bureau du métro est créé que dirige L’Allier. Il supervise un chantier de cinq mille travailleurs. 
En 1964, il devient président de la Commission de transport de Montréal, puis président-directeur-général de la Commission de transport de la Communauté urbaine de Montréal, lors de la création de cet organisme en 1970, poste qu'il occupera jusqu'à sa retraite en 1974.
L'Université McGill le fait docteur honoraire ès sciences en 1964.
Après sa mort en 1978, une station du métro, la station Lucien-L'Allier et une gare de l'AMT, la gare Lucien-L'Allier, ont été nommées en son honneur.